# チャンパイ
チャンパイ（Champhai、[tʃamˈpʰaɪ]）は、インドの東端に位置するミゾラム州にある、ミャンマーとの国境の町。州内に8つある県のひとつであるチャンパイ県の行政中心地である。インドとミャンマーの国境近くに位置し、戦略的に重要な位置にある。このため、この地域における両国の交易の中心地となっている。
チャンパイの面積は 3,185.83平方キロメートル (1,230 sq mi) である。平均年間降水量は 1,814ミリメートル (71.4 in) である。

## 歴史
1871年から1872年にかけて、イギリスはミゾ族の首長ヴァンフヌアイリアナ (Vanhnuailiana) を征伐する遠征軍を送ったが、その時チャンパイには、ヴァンフヌアイリアナの息子ラルブラ・サイロ (Lalbura Sailo) の本拠が置かれていた。イギリスが当地一帯を支配した時期には、チャンパイには要塞 (fort) が置かれていた。
チャンパイ河谷は、かつては湖であったが、それが堆積によって徐々に失われ、湖は姿を消した。このため平地の土壌は1892年のルシャイ遠征の時点でも、耕作されていなかった。チャンパイで、灌漑による米作が始まったのは1898年のことで、これは駐屯する兵員や労働者たちのために食料を確保しようとしたイギリス植民地当局の奨励によるものであった。
1922年の時点で、チャンパイには商店が1軒しかなかった。
1966年3月1日、ミゾ国民戦線 (MNF) は、ミゾ族の独立を一方的に宣言し、チャンパイに駐留していたアッサム・ライフル部隊を襲撃した。

## 経済
チャンパイの経済は、おもに農業と国境貿易で支えられている。チャンパイは、ミゾラム州における重要な商取引の中心地であり、衣類、銀製品、電子機器類などが、ミャンマーから、国境に接する交易地となっている村ゾウコタルを経て輸入され、取引されている。チャンパイには、長さ 113 km、幅 48 km の平地が広がっており、年に 19,200キンタルの米が水田により生産されている。また、2011年には、10,000キンタルのブドウも生産され、年間 20,000本のブドウ果汁の瓶詰めが生産されている。米とブドウは、当地の主要な農産物である。

## 気候
チャンパイの気候は穏やかである。冬には、気温は 10°C から 20°C の間で推移し、夏には15°C から 30°C の間で推移する。

## 教育
チャンパイ・カレッジは、この町で唯一の高等教育機関である。学校は、このほかにも公立、私立さまざまなものが運営されている。

## メディア
チャンパイにおける、おもなメディアには以下がある。
- Lenrual
- Pasaltha
- Rihlipui
- CCN (Digital TV Operator)
- LCN (Digital TV Operator)

## 交通
チャンパイとアイゾールの距離は 194km ほどであり、バスやタタ・スモーによる定期便が通じている。一時は、パワン・ハンス社によるヘリコプターの便が、アイゾールとチャンパイを結んでいた。